# Samuel Dushkin

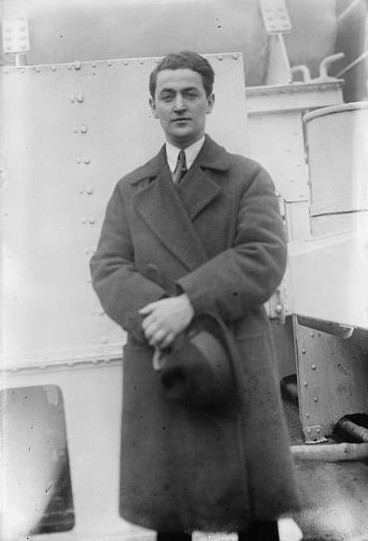
Samuel Dushkin

Samuel Dushkin (geb. 13. Dezember 1891 in Suwałki, Russisches Kaiserreich (heute Polen); gest. 24. Juni 1976 in New York) war ein US-amerikanischer Geiger polnisch-russischer Herkunft. Er war Berater, Duo-Partner und Freund Igor Strawinskys.

## Biografie
Samuel Dushkin entstammte einer jüdischen Familie, mit der er 1903 in die USA emigrierte. Seine Eltern waren William Dushkin und Rachel Leah Dushkin (Strawiljanski). Sein Talent wurde in New York am Music School Settlement entdeckt. Auf Anregung des Komponisten Blair Fairchild (1877–1933) studierte er am Pariser Konservatorium bei Guillaume Rémy (1856–1932) und Komposition bei Jean-Baptiste Ganaye (1870–1946), sowie bei Leopold Auer und Fritz Kreisler in New York. Er tourte 1918 durch Europa und 1924 durch die Vereinigten Staaten mit dem New York Symphony Orchestra.
Seine Vorliebe für zeitgenössische Musik führte den amerikanischen Komponisten Aaron Copland dazu, ihm das zweite seiner Zwei Stücke für Violine und Klavier zu widmen, die er beide mit ihm uraufführte. Bekannt wurde er vor allem durch seine fruchtbare Zusammenarbeit mit den beiden russischen Komponisten Sergei Prokofjew und insbesondere Igor Strawinsky.

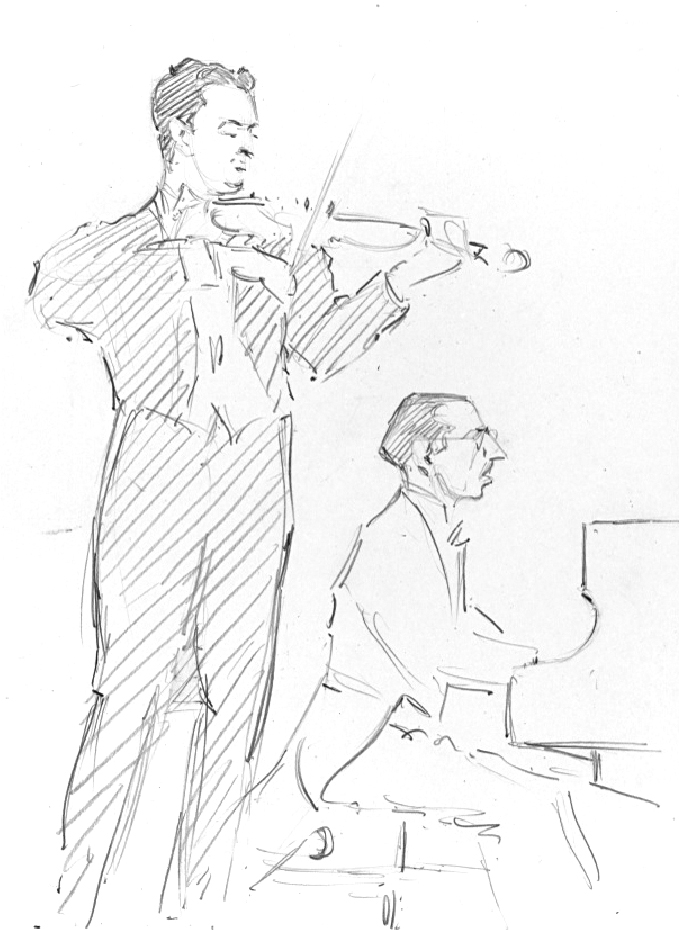
Samuel Dushkin und Igor Strawinsky (am Klavier), ca. 1930

Ursprünglich ihm gegenüber als typischer Geigenvirtuose skeptisch, bemerkte Strawinsky später: Ich war glücklich, in ihm neben den wundervollen Fähigkeiten eines geborenen Geigers auch Musikkultur, ein subtiles Verständnis und außergewöhnliches Engagement in der professionellen Arbeit zu finden.
Mit Igor Strawinsky hatte er mehrfach zusammengearbeitet, 1931 sein Violinkonzert und 1932 sein Duo Concertant uraufgeführt, auch sein Divertimento. Sie arbeiteten auch an Violin-Transkriptionen anderer Werke wie der Suite Italienne nach Pulcinella.
Auf Vorschlag von Dushkin arrangierte Strawinsky zwei seiner Kompositionen für Ballett. Vier Sätze des Balletts Le baiser de la fée (1928) flossen in die Suite Divertimento für Orchester (1934) ein. Ein Teil von Pulcinella (1920) wurde in der zweiten Suite Italienne für Violine und Klavier (1933) überarbeitet. Am 16. Dezember 1932 führte Dushkin in Paris zusammen mit dem Geiger Robert Soetens (1897–1997) erstmals die Sonate C-Dur, op. 56, für zwei Violinen (1932) von Sergei Prokofiew auf.
Dushkin gab am 19. Oktober 1924 in Amsterdam die Premiere von Ravels Orchesterversion seines Tzigane, mit Pierre Monteux, der das Concertgebouw Orchestra dirigierte. Der tschechische Komponist Bohuslav Martinů, mit dem er in einen regen Meinungsaustausch hatte, widmete ihm sein 1. Violinkonzert und seine Suite concertante.
Dushkin besaß zwei Stradivaris (die „Dushkin-Sandler“ von 1701 und die „Dushkin-Bellarosa“ von 1707), eine Guarneri del Gesù von 1742 (die Guarneri „Dushkin“) und eine Guadagnini-Violine.
Dushkin ist der Autor mehrerer Anleitungen zum Geigenspiel. Er veröffentlichte Geigenwerke der Barockzeit und der Wiener Klassik; unter ihnen ist das inzwischen berühmte „Grave“ von Johann Georg Benda, ein musikalischer Scherz (bzw. Schwindel).
Als Violinvirtuose schrieb er auch eine Anzahl von Transkriptionen und Arrangements berühmter Stücke (von Isaac Albéniz, Georges Bizet, George Gershwin, Modest Mussorgsky, Sergei Rachmaninoff, Igor Strawinsky, Henryk Wieniawski).
Sein jüngerer Bruder David Dushkin studierte auch Musik in Amerika und Paris.

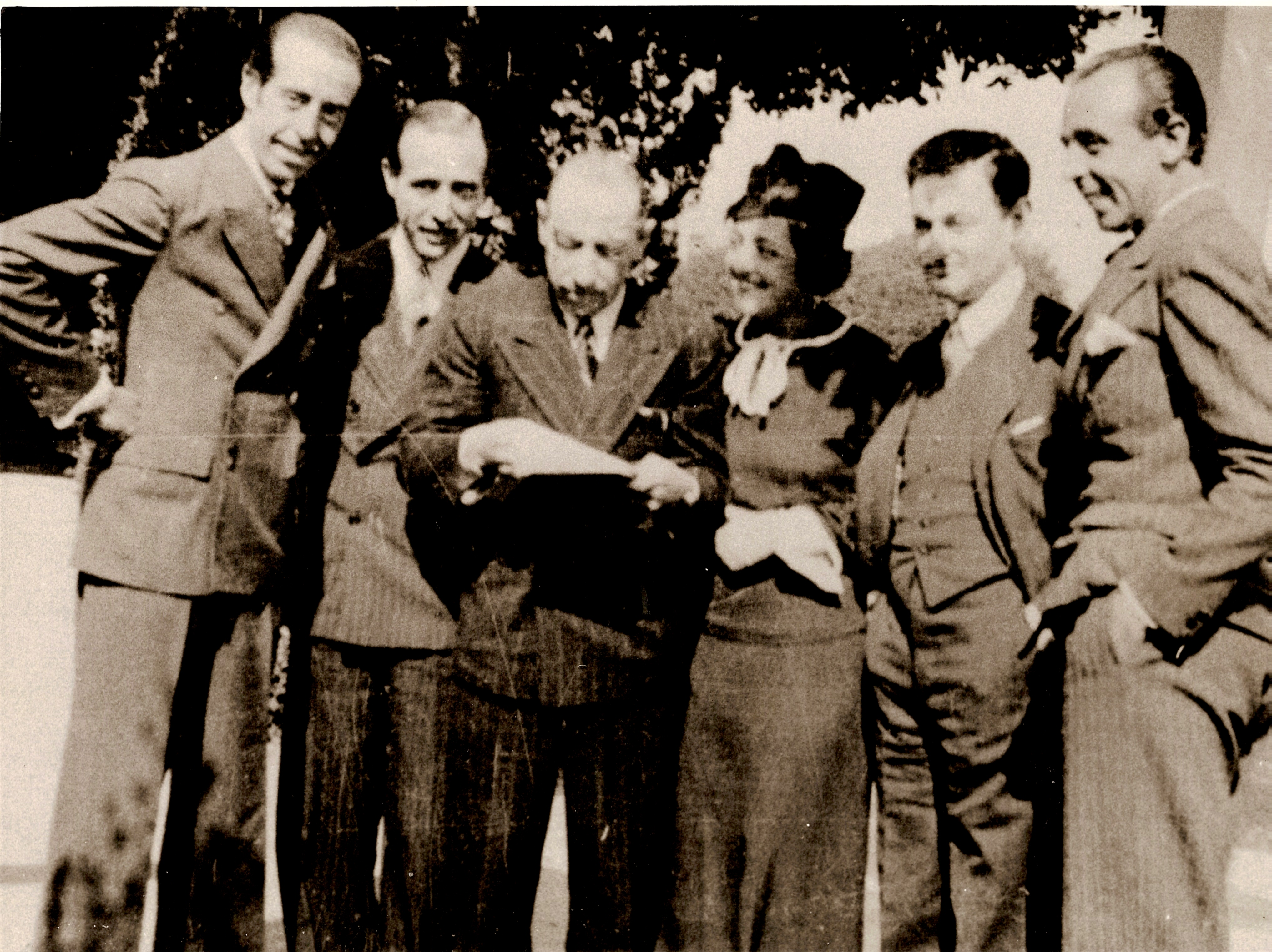
Von links nach rechts: Paco Aguilar, Ezequiel Aguilar, Igor Strawinsky, Elisa Aguilar, Samuel Dushkin und Pepe Aguilar (Mitglieder des spanischen Lautenensembles Cuarteto Aguilar, Los Angeles (Kalifornien), 1934)

## Publikationen (Auswahl)
- Samuel Dushkin: Working with Stravinsky. In: Edwin Corle (Hrsg.): Igor Stravinsky. Duell, Sloan & Pearce, New York 1949.
- Samuel Dushkin: Repertoire – Die schönsten Stücke für Violine und Klavier. Schott Music, Mainz, 2008, ISMN 979-0-001-15282-2.[14]